# SWAPO
Sydvästafrikanska folkorganisationen, SWAPO (engelska: South-West Africa People's Organisation; afrikaans: Suidwes-Afrikaanse Volks Organisasie), är ett socialistiskt politiskt parti i Namibia. Det grundades år 1960 i dåvarande Sydvästafrika och har varit i regeringsställning i landet oavbrutet sedan självständigheten 1990. Sedan 1997 ställer partiet upp i allmänna val under namnet SWAPO Party of Namibia.

## Historia

### Grundande
I april 1959 bildades Ovambolands folkorganisation, en politisk gruppering som kritiserade apartheidsystemet i Sydvästafrika. Denna gruppering ingick under en kort period samma år i en större motståndsgrupp kallad Sydvästafrikanska nationalunionen (SWANU). Efter en massaker på svarta invånare i centrala Windhoek i december 1959 greps flera svarta aktivister och SWANU-medlemmar och andra gick i exil, bland annat Samuel Nujoma som flydde till Tanganjika. Därpå följde en intern splittring inom SWANU varpå Ovambolands folkorganisation bröt sig ur och det bestämdes att organisationen, som ursprungligen företrädde ovambofolket, skulle ombildas till en rörelse som alla infödda folkgrupper i Sydvästafrika kunde ställa sig bakom. Nujoma utsågs till ordförande för den nybildade Sydvästafrikanska folkorganisationen (SWAPO). Eftersom politisk mobilisering av den svarta majoriteten i territoriet sågs som ett hot mot apartheidsystemet och statens överlevnad utsattes SWAPO, liksom alla motståndsgrupper, för omfattande förföljelser av myndigheterna.

### Väpnad kamp för självständighet

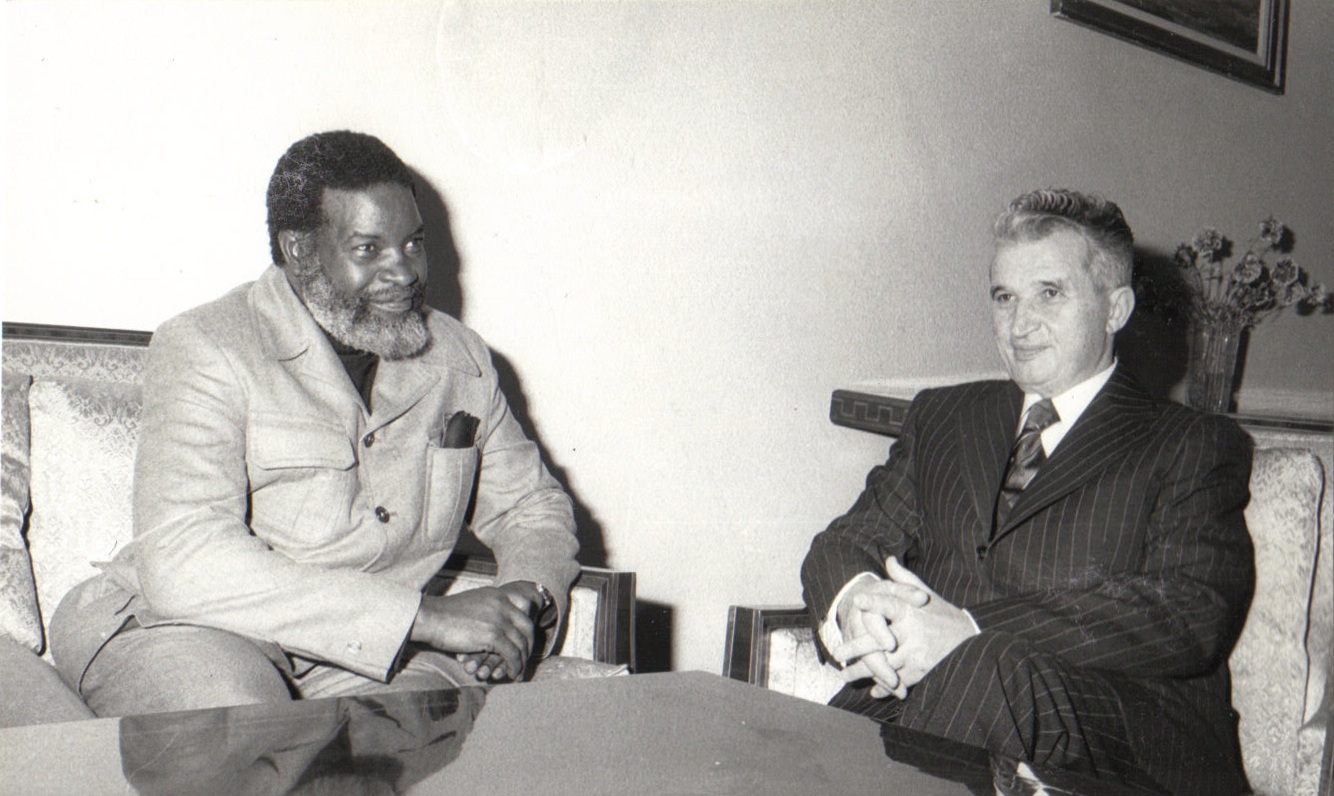
SWAPO:s ordförande Sam Nujoma möter Rumäniens president Nicolae Ceauşescu. Fotografi från 1979.

Trots ökande internationella påtryckningar vägrade apartheidregeringen i Pretoria att släppa makten över Sydvästafrika och beslutade istället att skärpa rassegregeringen i territoriet under 1960-talet. SWAPO krävde allmän och lika rösträtt, avskaffande av raslagarna, förstatligande av industrierna, omfördelning av utländskt ägda markegendomar, ett offentligt sjukvårdssystem och självständighet för Sydvästafrika innan utgången av 1963. Man konkurrerade inledningsvis med SWANU om utländskt stöd för sin kamp och beslutade redan 1962 att bilda en väpnad gren, Sydvästafrikanska befrielsearmén, vars gerillakrigare utbildades med stöd från Egypten och Sovjetunionen och huserades i träningsläger i Tanzania. Ett bakslag i Internationella domstolen i Haag gällande Sydafrikas kontroll över Sydvästafrika år 1966 ledde till att SWAPO, med stöd av Organisationen för afrikansk enhet, proklamerade att väpnat motstånd var enda vägen framåt för befrielsen av territoriet. SWAPO-gerillan infiltrerade Ovamboland i norr och anföll gränsposteringar, vita lantegendomar liksom stamhövdingar som ansågs samarbeta med apartheidmyndigheterna. Det militärt överlägsna Sydafrika kom att slå till hårt mot SWAPO, som de kommande åren utgick ifrån baser i angränsande Zambia och Portugisiska Angola.
År 1976 erkändes SWAPO av FN:s generalförsamling som den "enda och äkta representanten för det namibiska folket", vilket syftade till att helt förkasta Sydafrikas anspråk på territoriet. Både FN:s säkerhetsråd och Internationella domstolen i Haag kom under 1970-talet att fördöma Sydafrikas fortsatta kontroll av Sydvästafrika. Det internationella politiska och diplomatiska stödet för SWAPO:s kamp mot Sydafrika fortsatte att vara omfattande, men det skulle dröja till kalla krigets slut innan apartheid faktiskt avskaffades och Republiken Namibia utropades som självständig stat.

## Politisk plattform
SWAPO företrädde från början en antikolonial politisk linje, starkt präglad av motståndet mot apartheidsystemet, och förespråkade Sydvästafrikaterritoriets fullständiga oberoende från Sydafrika. Tidigt anammades marxism-leninism som partiets grundläggande ideologi men efter kalla krigets slut bytte man officiellt till socialdemokrati. Efter självständigheten har SWAPO gradvis övergett gamla marxistiska dogmer och i vissa avseenden drivit en nyliberal ekonomisk linje. År 2017 införde partiet "socialism med namibiska kännetecken" som officiell ideologi, även om detta har beskrivits som en rent kosmetisk förändring. Partiet är medlem i Socialistinternationalen och före Namibias självständighet företrädde man det namibiska folket i Alliansfria rörelsen.